# 藏币
藏币，指由历代西藏政府铸造或印制，流通于西藏及周边藏区的货币，包括金币、银币、铜币和纸币，其中银币又叫藏洋，纸币又叫藏钞。西藏自铸银币始于1763年，1791年（藏历第13饶迥45年）开始系统地自铸钱币，1959年8月10日藏币作废。为抵制英印卢比，1909年开始发行铜币，1953年停造；由于西藏货币制度的形成及其演化受印度、尼泊尔影响较深，自诞生以来通用银元，而纸币出现较晚，直到1912年后才有纸质藏币出现。

## 历史

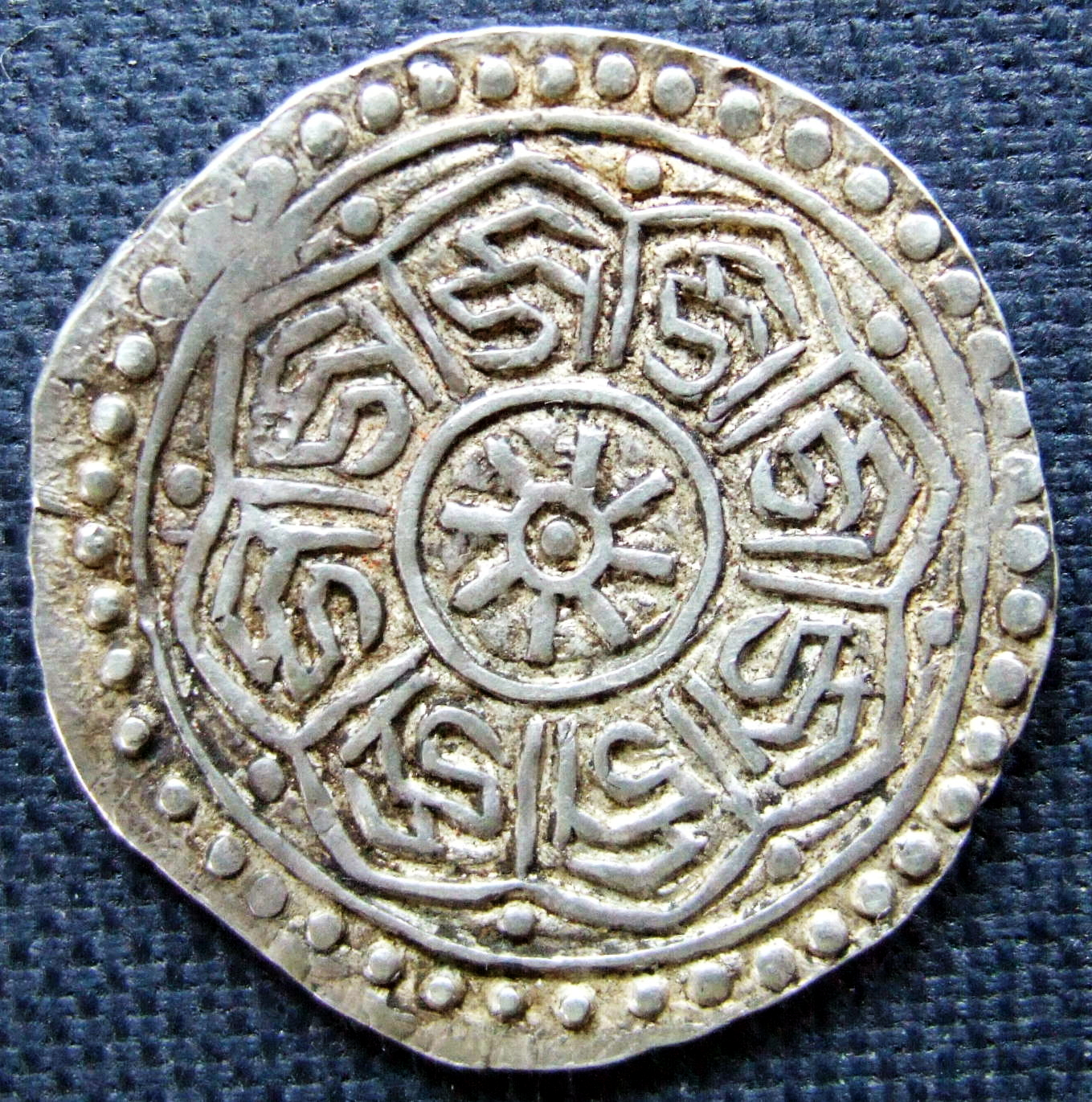
西藏約1763年自铸银币

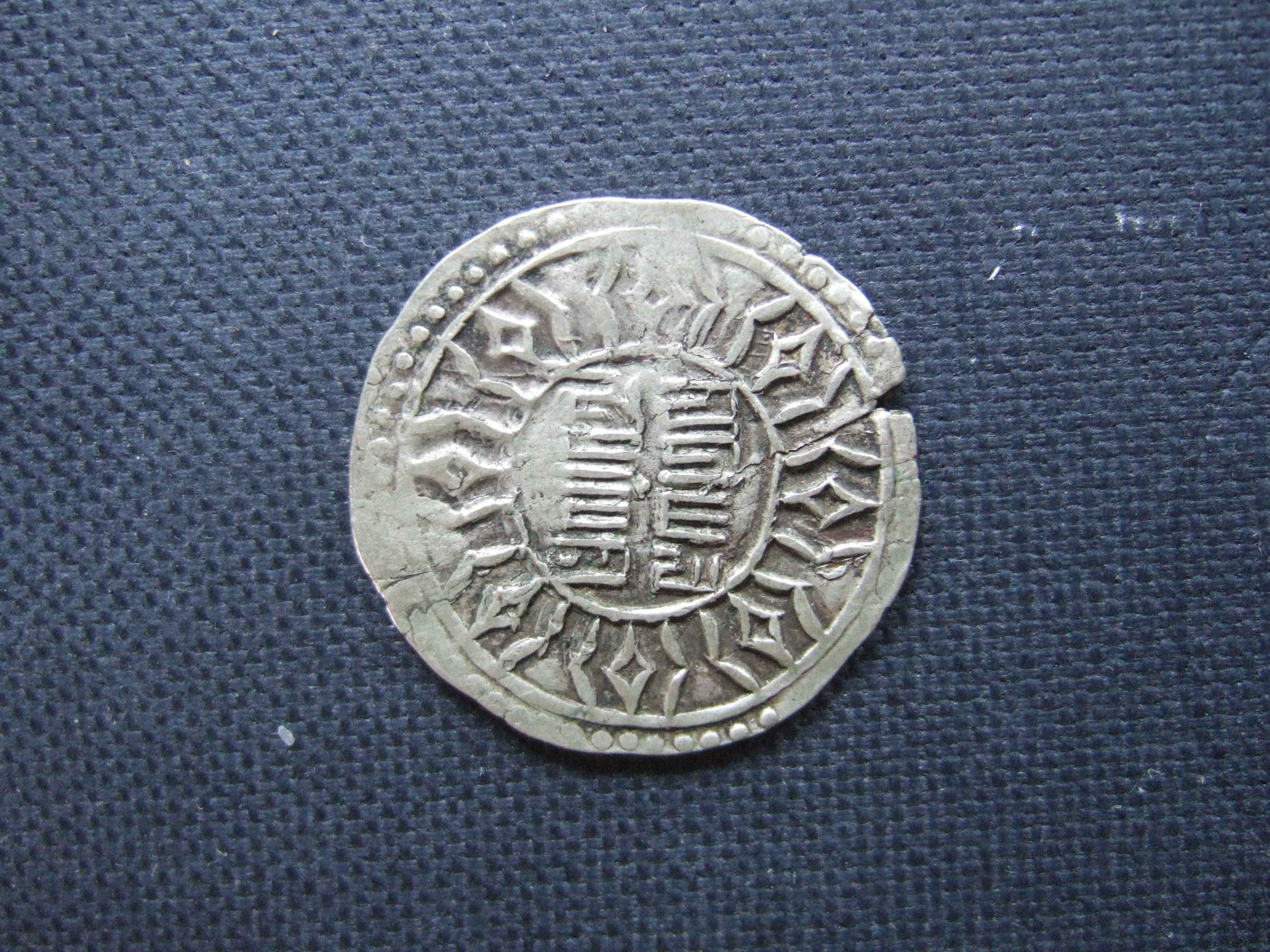
西藏早期自鑄章噶銀幣

16世纪中叶前，西藏大宗贸易多使用银锭，但并无辅币，实际使用中有使用碎银，也有物物交换的方式。16世纪中叶后，西藏开始使用尼泊尔银币，即以白银换取尼泊尔所铸银币的“银钱贸易”。起初西藏银钱贸易的对象是尼泊尔加德满都河谷尼瓦尔三土邦，廓尔喀灭掉三邦后，改与廓尔喀交易。期间由于尼泊尔内部战争，西藏政府曾于1763年和1764年（藏历13饶迥17年和18年）自铸银币；后由于与廓尔喀的银钱贸易出现问题，曾于1785年（藏历13饶迥39年）自铸银币。

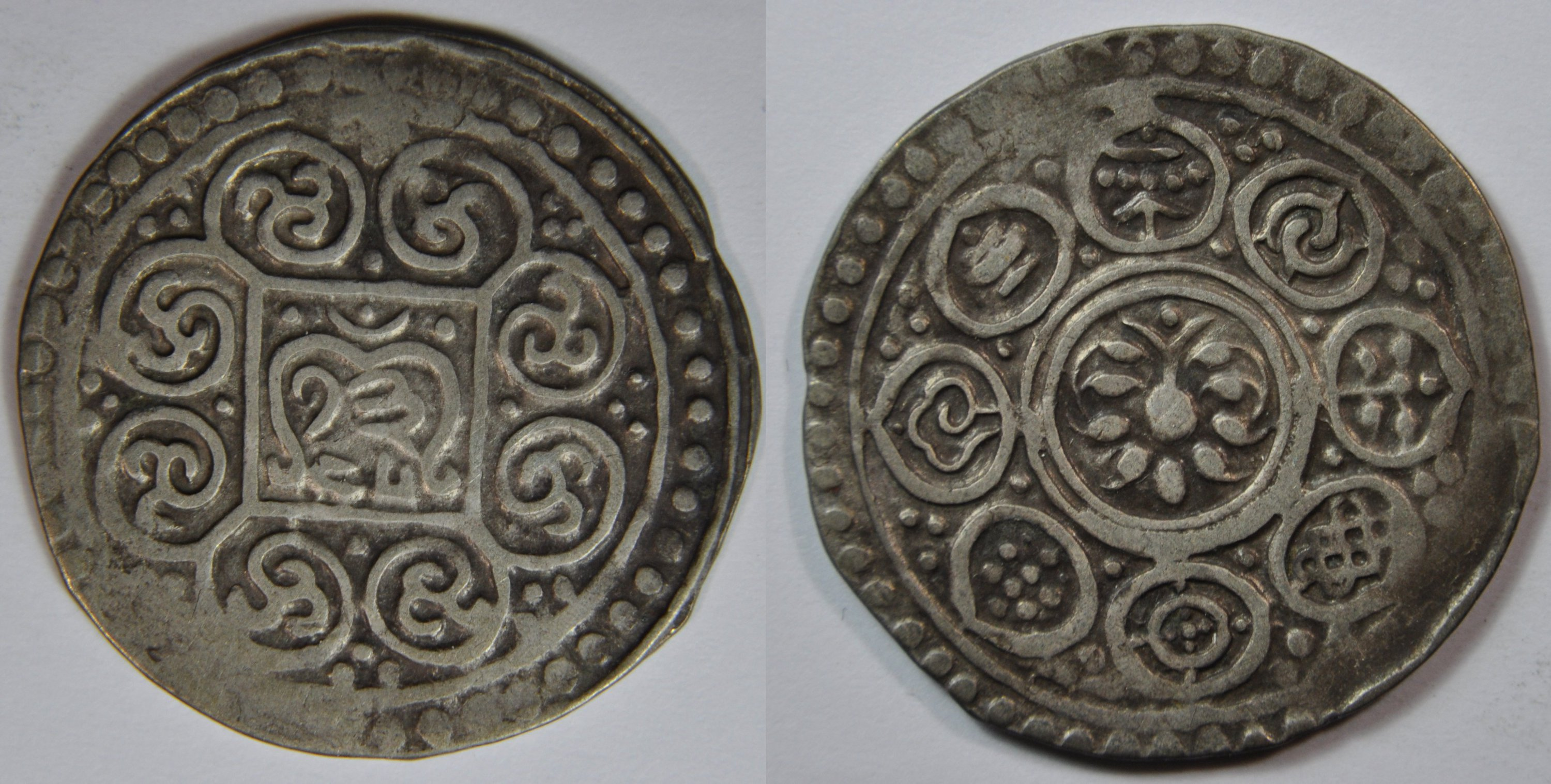
久松西阿银币。“久松西阿”是左圖中央方塊內藏文年份“13-45”的音译

由于西藏廓尔喀的银钱贸易问题迭出，廓尔喀更以此为由两次入侵西藏。为彻底解决此事，清廷在反击廓尔喀入侵的同时指令西藏政府自铸钱币并禁止尼币。公元1791年（藏历13饶迥45年），西藏政府在工布觉木宗雪卡沟地方铸造了新的银币，该币被称为“久松西阿”，之后续铸了“久松西出”、“久松西顿”等
1792年（乾隆五十七年，藏历13饶迥46年），开设宝藏局，该局陆续铸造发行了“乾隆宝藏”银币、“嘉庆宝藏”银币、“道光宝藏”银币及“宣统宝藏”银铜套币等宝藏币。1850年（藏历14-44年），铸造了“甘丹颇章”银币，该币共铸造了80年，为西藏政府铸造发行时间最长、发行量最大，流通范围最广的一种银币。之后手工打制的银币还有“久阿尼西”、“久阿尼阿”及“格桑章噶”等。
1893年《中英会议藏印条款》签订后，英属印度與西藏的贸易增加，英印卢比大量进入西藏，并取代当时的“章噶”币成为市场流通的主币，这严重扰乱了西藏的货币制度，增加了噶厦政府的财政危机。1896年，清政府推出四川藏洋用来抵制英印卢比的大量使用，虽然成功地将卢比逐出了康区，但在西藏效果不佳。面对财政危机，噶厦政府在1900年至1910年间进行了第二次货币制度改革。其间1909年，西藏开始铸行铜币。
1909年，开始用机械造币，年初设计了第一套机械造币“宣统元年套币”，之后有铸造发行了多套机制钱币。
1912年，西藏开始印行纸币，起初为木刻板单色印刷，后因容易伪造，改用铜板、木刻板套色印刷。

## 银币

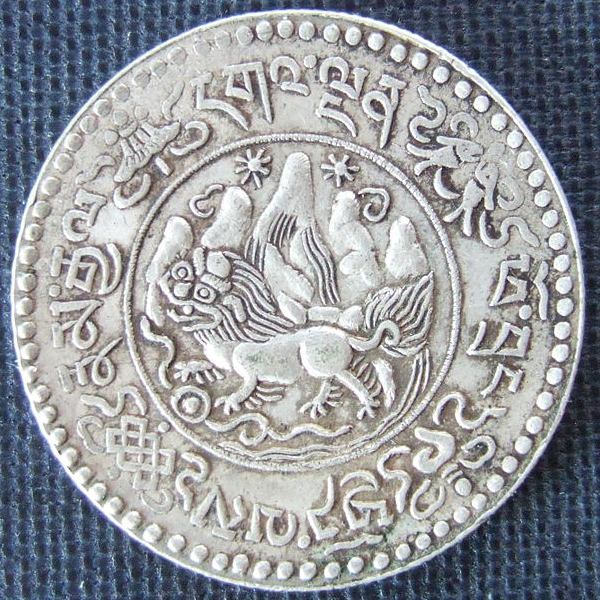
桑松郭母

曾流通于市场的西藏银币有：“章噶噶布”（主要是“甘丹颇章”，一钱五分）、格桑章噶（1909年，一钱五分）、“桑松郭母”（三两）、“桑冈雪阿”（一两五钱）等。
从十六世纪起，西藏开始流通尼泊尔的银币，称为“章噶”（tangka）。萨钦·贡噶宁波时期在萨迦寺的一次大法会上曾散发过90万枚尼泊尔银币的布施，颇罗鼐·索朗多杰组建《甘珠尔》和《丹珠尔》雕版工场时曾支付给工匠尼泊尔银币。当时尼泊尔银币以一枚银币折合一钱五分藏银的比值流传于市面。
藏历第13饶迥的第46年，即水鼠年（公元1792年），藏政府铸造发行标有“十三·四六”纪年号（音作九松西阿），并与尼泊尔章噶银币等值流通的藏银章噶币。此后又陆续铸造“十四·二五”、“十五·二四”、“十五·二五”、“十五·四三”等纪年号的银章噶币。一章噶可兑换6印度安那。为了便于使用，一章噶银币又切割成面值1/12章噶（0.5安那、一分二厘五毫）、1/6章噶（1安那、二分五厘）、1/3章噶（2安那、五分）、1/2章噶（3安那、对半、七分五厘）、2/3章噶（4安那、一钱）等零币。后来又陆续铸造了一两、五钱、当十、三两、十两等面额的银章噶币。
藏政府大规模铸造银币的场所在拉萨布达拉宫山下的雪城，机器制造总监为木如寺大喇嘛丹增曲扎。1915年设立了隶属于藏军总司令噶伦擦绒·达桑占堆的“诺兑色章列空”（主管铸造钱币的机构）。从1911年到1922年，采用人力驱动机器的方式铸造了面值5钱的银币和面值20两银子的金币。留学英国的强俄巴·仁增多吉回到西藏后，在拉薩北郊的夺底建设了水电站，造币厂遂从雪城迁往夺底。1931年新建了扎什机械厂（扎什电机列空稀有无边智力金库房），用电力驱动机器铸造银币，印刷纸币，并制造枪炮零件。

## 金币
西藏“色章果木”（藏语金质圆钱之意），面值为二十两，1918-1921年仿照印度托拉金币重量铸造，最终因金价上扬停止铸造。此类金币亦因金价上扬多被印度商人兑去熔毁牟利，因此自15饶迥的火蛇年（1917年起）使用了四年时间就停止流通了。

## 铜币

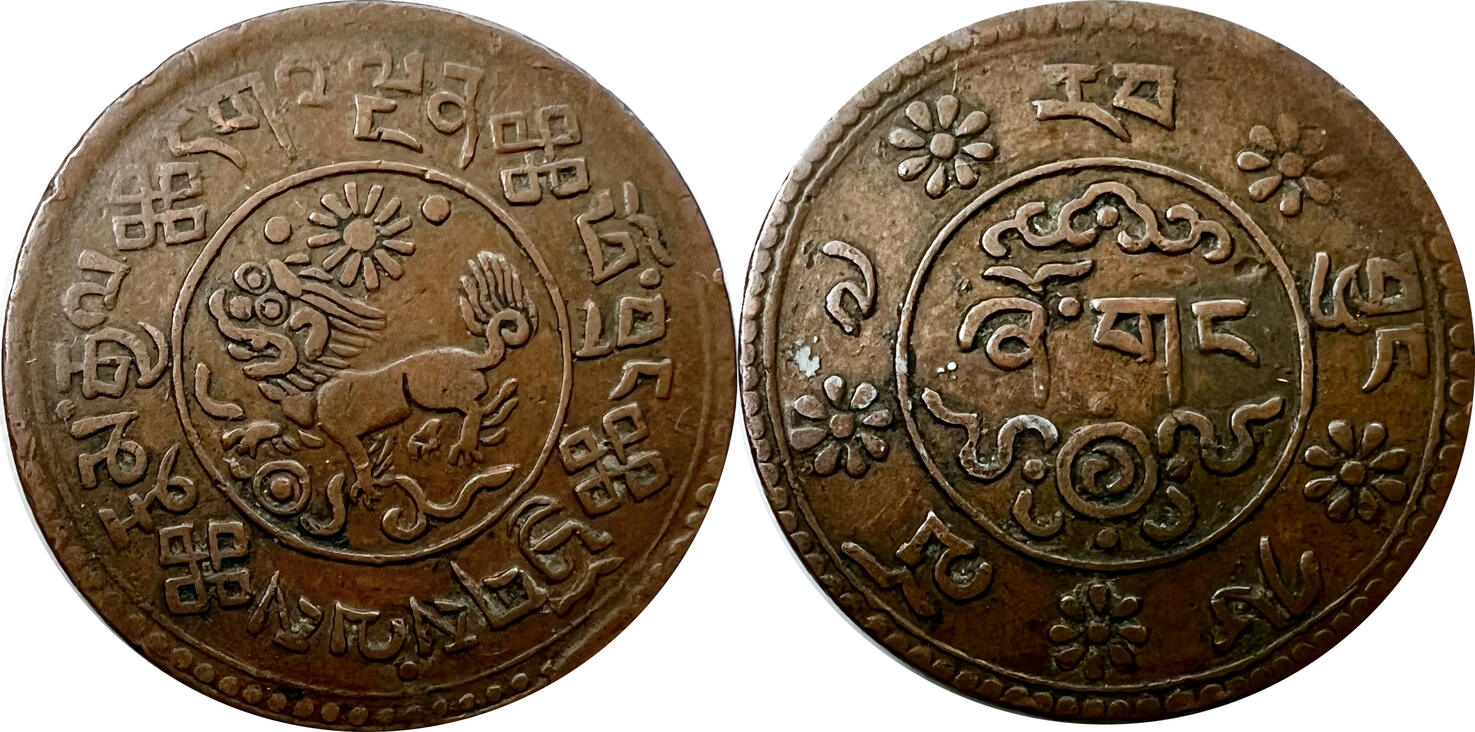
一钱铜币

西藏铜币是西藏噶厦政府时期在藏区发行的流通货币种类之一，为藏银币的辅币，1909年开始发行，1953年停铸。曾流通于市场的西藏铜币有：“卡冈”（二分五厘）“噶钦”（大五分）、“噶穷”（小五分）、“噶启介”（七分五钱）、“雪冈”(一钱) 、“雪松”（三钱）、“雪阿”(五钱)等。此外还铸造过四分之一分的“低苦”、二分五厘的“一嘴”、五分、七分五厘、一钱、三钱和五钱等几种铜章噶币。
| 面值       | 汉语名称       | 藏语名称            | 发行时间            |
| ---------- | -------------- | ------------------- | ------------------- |
| 七分五厘   | 噶启介（启介） |                     | 1909年              |
| 七分五厘   | 噶启介（启介） | 1918-1922年；1926年 |                     |
| 五分       | 噶阿           |                     | 1909年；1913-1918年 |
| 五分       | 噶阿           | 1918-1922年         |                     |
| 二分五厘   | 噶启松（卡冈） |                     | 1909年；1913-1918年 |
| 二分五厘   | 噶启松（卡冈） | 1918-1921年         |                     |
| 一分二五厘 | 1/8钱          |                     | 1909年              |
| 一分       | 宣统宝藏铜币   |                     | 1910年              |
| 五厘       | 宣统宝藏铜币   |                     | 1910年              |
| 一钱       | 雪冈           |                     | 1918-1928年         |
| 一钱       | 雪冈           | 1931-1938年         |                     |
| 三钱       | 雪松           |                     | 1946年              |
| 五钱       | 雪阿           |                     | 1947-1953年         |
| 十两       | 九郭           |                     | 1947-1953年         |

## 纸币

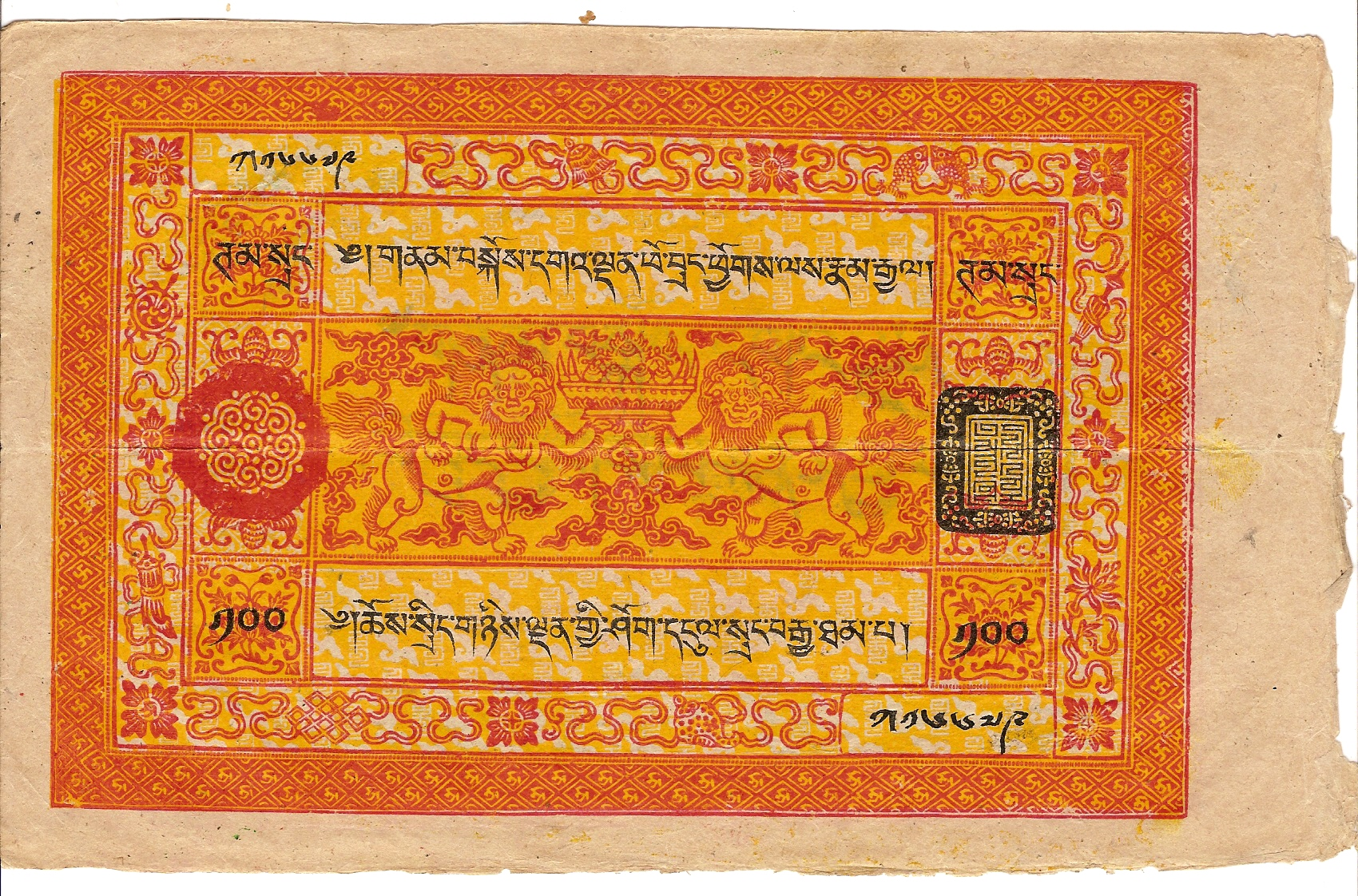
面值为100两的西藏纸币，印刷于1938年

西藏政府发行的纸币又称“藏钞”。在藏历第15繞迥的第45年，即铁猪年（公元1911年），西藏政府决定印发纸币。1912年，西藏成立银行（欧康），并开始手工印刷木刻版纸币。这种纸币在拉萨布达拉宫下面的“雪”城内造币所内，采用木刻手工印制，用藏纸印刷，纸币上面有“噶丹颇章确勒朗杰”（意为「天命噶丹颇章所向无敌」）字样的水印。纸币面额包括5章噶、10章噶、15章噶、25章噶和50章噶，以及面额为一嘴、五分、一钱、一章噶、两章噶和四章噶的邮票。这批纸币的正面图案都是雪山、雪狮，以及“雪域大藏国二制政治诞生1659年利乐共宝政教双摄第15繞迥之钞”的字样，正面並且加盖达赖喇嘛的红色印章和银行的黑色关防。紙幣正面的藏曆「1659年」是依據吐蕃王朝第28任贊普佗土度執政或佛教法器從天而降到藏族文明發源地的雅礱河谷的年代來計算，藏曆元年是西元255年（西藏很少使用此種藏曆）。纸币的背面图案则依面值不同而各有区别：
- 50章噶：天蓝色，背面六长寿图（岩长寿、水长寿、树长寿、人长寿、鸟长寿、兽长寿）
- 25章噶：红黄色，背面为和气四瑞图（大象、猴子、山兔、马鸡）
- 15章噶：深紫色，背面为八瑞物图（镜、酪、长寿茅草、木瓜、右旋白螺、牛黄、黄丹和白芥子）
- 10章噶：红色，背面为八瑞相图（吉祥结、妙莲、宝伞、右旋白螺、金法輪、胜幢、宝瓶和金鱼）
- 5章噶：浅绿色，背面为五妙欲供图（铜镜、琵琶、海螺中香水、果实和绫罗，象征供养神佛的色、声、香、味、触五欲）

紙幣背面圖案除了50章噶上的长寿图是受中國影響，其他面額的圖案都是佛教象徵或圖像。這批纸币除了5章噶有約三百張存世外，其他面額存世的甚為稀少。
由于這批纸币为单色印刷，容易伪造，因此出现了大量的假币。1926年，西藏多带造币厂开始印制套色纸币，面值为50章噶。之后又印制发行了面值为100两、5两、10两、25两的纸币（有观点认为还有500章噶及1000章噶的纸币，但仍需考证）。
西藏政府派人从印度加尔各答学回机械印币技术后，在第16繞迥的铁羊年（公元1931年）采用胶版印刷法，用金東宗（現為林芝地區朗縣金東鄉）所产的金東藏紙（一种含有毒素、可防虫蛀的优质纸）印刷了面额为50章噶的彩色钞票，正面为雪山狮子图案，背面图案是虎、狮、鹏龙，以及“政权诞生之1677年，第16繞迥之钞”字样。此后又陆续印刷面额为100两、25两、10两和5两的彩色纸钞。为兑换这些纸钞而储备的黄金准备金为英镑金币，以500枚金币为1箱，共计54箱，存放在布达拉宫的财神库内。藏历火猪年（1948年），由夏格巴·旺秋德丹率领的西藏商务代表团从美国购买了5万盎司（当时约合200万美元）的金锭，与从印度和西藏本地买来的黄金一同存入罗布林卡金库内，作为纸币的准备金。

## 作废及收兑
1959年藏區騷亂後，中华人民共和国国务院宣佈解散原西藏政府，1959年8月10日，西藏自治区筹备委员会发出由代理主任委员班禅额尔德尼·确吉坚赞，副主任委员张国华、帕巴拉·格列朗杰、阿沛·阿旺晋美共同签署的《宣告“藏币”作废的布告》，宣布藏币为非法货币，即日起禁止流通，停止使用，由各级地方政府和军事管制委员会以人民币限期收兑，具体收兑时间由各地区自行规定。中国人民银行西藏分行公布了兑换范围和价格，规定人民币1元收兑藏钞50两，7角人民币兑换藏银币1枚，1元人民币兑换藏铜币大的40个、小的200个。到1960年底，西藏各地共收兑藏币约1亿两，合人民币285万元。当时西藏地方的藏币兑换比例为一块银元兑换藏钞15两、或3印度卢比，中国银行1958年汇率规定1印度卢比等于人民币0.522元。

## 外部連結
- Numista藏幣目錄 （页面存档备份，存于）
- 大英博物館藏的1785年西藏自鑄銀幣